# Bureau of Investigation
Bureau of Investigation, BI – agencja śledcza stanu Kalifornia podlegająca prokuratorowi stanowemu. Początkowo California Bureau of Investigation, od 2009 Bureau of Investigation and Intelligence, 17 lutego 2012 połączone z częścią Bureau of Narcotic Enforcement.
Fikcyjna agencja CBI występuje w serialu Mentalista. Na DVD znajduje się film CBI: Behind the Badge pokazujący kulisy serialu.